# Flatgrundet, Skellefteå

Flatgrundet är en ö i Kågefjärden i skärgården utanför Kåge (strax norr om Skellefteå) i Skellefteå kommun i Västerbotten. Ytan är cirka 3 hektar.